# أمين طلال
محمد أمين طلال (ولد في 5 يونيو 1996) هو لاعب كرة قدم مغربي محترف يلعب في مركز خط وسط للنادي الفرنسي أورليانز في الدوري الفرنسي الدرجة الثانية.

## روابط خارجية
- أمين طلال على موقع الاتحاد الأوربي (الإنجليزية)
- أمين طلال على موقع رابطة كرة القدم الفرنسية للمحترفين (الإنجليزية)
- أمين طلال على موقع قاعدة بيانات كرة القدم.إي يو (الإنجليزية)
- أمين طلال على موقع ليكيب (الفرنسية)
- أمين طلال على موقع Soccerway.com (الإنجليزية)
- أمين طلال على موقع عالم كرة القدم.نت (الإنجليزية)